# Kizito Mihigo
Kizito Mihigo (* 25. Juli 1981 in Kibeho; † 17. Februar 2020 in Kigali) war ein ruandischer Gospelsänger, Liedermacher, Organist und Komponist geistlicher Musik. Als ehemaliger Flüchtling vor dem Völkermord in Ruanda setzte sich Mihigo später intensiv für den Friedensprozess ein. 2014 wurde Mihigo in Ruanda unter dem Vorwurf der Planung terroristischer Anschläge und des Kontaktes zu einer Rebellenorganisation verhaftet und 2015 zu zehn Jahren Gefängnis verurteilt. Dieser Gerichtsentscheid wurde sowohl von medialer als auch diplomatischer Seite als politisch motiviert bezeichnet. Kizito Mihigo starb in Haft.

## Leben und Werk
Mihigo wurde am 25. Juli 1981 als drittes von sechs Kindern von Augustine Buguzi und Placidia Iribagiza geboren. Im Alter von neun Jahren begann Mihigo Lieder zu komponieren. Er war Katholik.
1994 verlor er während des Völkermordes an den Tutsi in Ruanda seinen Vater. Er floh nach Burundi, wo er überlebende Angehörige traf. Danach versuchte er vergeblich, sich der Ruandischen Patriotischen Front (RPF) anzuschließen, um seine Familie zu rächen. Im Juli desselben Jahres kehrte er nach Ruanda zurück und besuchte das Petit Seminaire de Karubanda, eine höhere Schule. Bereits in diesem Alter galt er als der bekannteste Kirchenorganist und Komponist der römisch-katholischen Kirche in Ruanda. Nach dem Gymnasium besuchte er das Priesterseminar.
Im Jahre 2001 beteiligte er sich an einem Wettbewerb zur Schaffung einer Nationalhymne und erreichte den fünften Platz. Hierdurch gelangte er in das Komitee zur Bereinigung des Entwurfs der endgültigen Hymne. Die Behörden in Kigali, so auf ihn aufmerksam geworden, sandten ihn nach Europa, um ihm eine musikalische Ausbildung zu ermöglichen. Er besuchte Konservatorien in Paris und in Belgien. Unter anderem belegte Mihigo Kurse in Orgelspiel und Komposition bei Françoise Levéchin-Gangloff.
Während seines Aufenthalts in Europa lernte er den Internationalen Versöhnungsbund (Mouvement international de la Réconciliation, MIR) kennen, eine private Organisation, die sich für den Frieden einsetzt. Im Jahr 2007 organisierte Mihigo mit der MIR zusammen in Brüssel eine Messe und ein Konzert für den Frieden in Afrika. Von seinem damaligen Wohnort Belgien aus gründete er die Kizito Mihigo Peace Foundation (KMP), eine nichtstaatliche Organisation, die für Frieden und Versöhnung eintritt.
2011 kehrte er nach Ruanda zurück und wurde ein angesehener Künstler. Er wurde regelmäßig eingeladen, bei Feierlichkeiten – wiederholt auch in Anwesenheit von Paul Kagame, dem Präsidenten von Ruanda – die Nationalhymne zu singen. Ab 2012 moderierte Mihigo Umusanzu w’Umuhanzi (Der Beitrag der Künstler), eine einstündige, wöchentlich landesweit ausgestrahlte Fernsehsendung der KMP Foundation. Ebenfalls 2012 kursierte in den lokalen Medien das Gerücht einer heimlichen Beziehung zwischen ihm und Miss Jojo, einer muslimischen R&B-Sängerin. Beide stritten eine Beziehung ab. Im April 2013 erschien Mihigo auf Platz 2 in einer Liste der Top 8 der heißesten männlichen Stars in Ruanda (Top 8 hottest male celebrities in Rwanda). Mihigo war Single und hatte keine Kinder.

### Verfahren wegen Verschwörung

#### Festnahme
Am 7. April 2014 blieb Mihigo den Gedenkfeierlichkeiten an den Genozid von 1994 fern, obwohl er als Künstler auftreten sollte. Am 15. April 2014, nachdem er acht Tage verschwunden war, wurde Kizito Mihigo von der ruandischen Polizei bei einer hierzu einberufenen Pressekonferenz vorgeführt. Es stellte sich heraus, dass er unter dem Verdacht verhaftet worden war, terroristische Angriffe zu planen und mit den Forces Démocratiques de Libération du Rwanda (FDLR) und der politischen Partei Rwanda National Congress (RNC) zusammenzuarbeiten. Beide Organisationen dementierten, dass die Angeklagten zu ihren Mitgliedern gehören.
Beobachter waren indessen davon überzeugt, dass die Verhaftung des Musikers viel eher mit der Veröffentlichung seines Liedes Igisobanuro cy’urupfu („Die Bedeutung des Todes“) Tage zuvor zu tun hatte. In diesem bezichtigte Mihigo indirekt die Ruandische Patriotische Front, die Partei des Präsidenten Kagame, im Rahmen des Bürgerkriegs ebenfalls an Genoziden beteiligt gewesen zu sein – ein Thema, das in Ruanda tabuisiert wird. Nach der öffentlichen Verkündigung der Festnahme verbot die Regierung von Ruanda die Ausstrahlung aller Lieder von Kizito Mihigo im örtlichen Radio und im Fernsehen.
Wenige Stunden nach dem Verhör am 21. April 2014 wurde ein „Bekenntnisinterview“ ausgestrahlt, in dem sich Kizito „aller Anklagepunkte schuldig“ bekannte und um „Vertretung durch einen Anwalt“ bat. In einem zweiten „Bekenntnisinterview“ erklärte er, er sei damit einverstanden, eine Erklärung zu verlesen, in der er die „mangelnde Rechtsstaatlichkeit in Ruanda“ und seinen Aufruf an die Jugend, sich zu erheben, widerrufen würde.

#### Verfahren
Nach zwei Terminverschiebungen begann der Mihigo-Prozess am 6. November in Kigali. Die Anklage forderte für den Sänger lebenslänglich. Mihigo bekannte sich in allen Anklagepunkten schuldig und bat die Richter um Milde. Seine Anwälte Mihigo führten aus, sie könnten nichts erkennen, was einen Straftatbestand erfüllen würde. Die drei Mitangeklagten plädierten auf nicht schuldig und prangerten Folter an.
Die Staatsanwaltschaft beschuldigte den Sänger, sich via Internet mit einem angeblichen Mitglied des RNC unterhalten zu haben, einer Oppositionspartei im Exil, die von Kigali als terroristische Vereinigung eingestuft wird. Im Zuge dieser Unterhaltungen soll der Sänger vorgeschlagen haben, die Regierung zu stürzen und eine Reihe von Personen zu töten, darunter auch Präsident Paul Kagame. Laut dem Fernsehsender BBC sagte der Staatsanwalt, dass die Angeklagten vorgehabt hätten, Colonel Patrick Karegeya zu rächen, den ehemaligen Geheimdienstchef der ruandischen Armee, der zum politischen Gegner der Regierung Kagames geworden war. Karegeya – ein Mitbegründer des RNC – wurde am 1. Januar 2014 in einem Luxushotel in Südafrika tot aufgefunden. Er war erwürgt worden. Die südafrikanische Regierung hat Ruanda immer wieder beschuldigt, für Attentate auf politische Gegner verantwortlich zu sein, die sich in Südafrika im Exil befinden. Die Behörden von Ruanda haben dies jedoch stets geleugnet. In seiner Verteidigung räumte der Sänger ein, diese Unterhaltungen mit einem Mann namens Sankara geführt zu haben. Er bestritt aber, die Absicht gehabt zu haben, den Präsidenten zu töten, und sagte, er habe diese Gespräche aus schlichter Neugier geführt. „Es bestand damals ein Konflikt zwischen mir und einigen Regierungsvertretern, aber ich hatte niemals ein Problem mit dem Präsidenten“, zitierte ihn Radio France Internationale. Am zweiten Verhandlungstag bat der Sänger vergeblich darum, nur ihn allein zu verurteilen. Am dritten Verhandlungstag verzichtete Mihigo in einer öffentlichen Verhandlung auf seine Anwälte und bekannte sich weiterhin schuldig.

#### Urteil
Am 27. Februar 2015 wurde Mihigo zu zehn Jahren Haft verurteilt. Das Gericht sah es als erwiesen an, dass er an einer Verschwörung gegen die Regierung Ruandas beteiligt gewesen sei. Vom Vorwurf der „Verschwörung zu terroristischen Handlungen“ wurde er aus Mangel an Beweisen freigesprochen.

### Reaktionen
Nach der Verhaftung äußerten sich die Vereinigten Staaten von Amerika besorgt über die „Verhaftungswelle“ und Großbritannien bat die Regierung Ruandas, einen fairen Prozess zu garantieren („ensure that due legal process is followed“).
Die Fédération internationale des ligues des droits de l’Homme (FIDH) sprach von einer repressiven Haltung der ruandischen Regierung („tournure répressive prise par le régime“), Reporter ohne Grenzen von einer Welle der Einschüchterung kigalischer Medien („Wave of intimidation of Kigali media“). Erwähnung fand der Prozess gegen Mihigo auch in den Jahresberichten von Human Rights Watch und Amnesty International.
Nach dem Urteil sprach die Opposition von einem politischen Prozess und bezeichnete Mihigo als politischen Gefangenen. L’Express sprach von einem Regime in Panik („pouvoir fébrile“, wörtlich „fieberhafte Macht“), das sich in der Defensive befände.

### Weitere Entwicklung und Tod
Mitte September 2018 wurde Mihigo, wie auch die Oppositionspolitikerin Victoire Ingabire und weitere 2138 Gefangene, von der ruandischen Regierung begnadigt und vorzeitig aus der Haft entlassen.
Am 13. Februar 2020 wurde bekannt, dass Kizito Mihigo verhaftet wurde, nachdem er versucht habe, nach Burundi zu flüchten.
Am 17. Februar 2020 wurde er tot in seiner Zelle aufgefunden. Sein Tod sorgte sowohl in Ruanda selbst als auch in der ruandischen Diaspora für großes Aufsehen. In ruandischen Medien wurde vom Suizid Mihigos berichtet, allerdings kursieren zahlreiche Bilder des geschundenen Körpers Mihigos, die eine andere Todesursache nahelegen.

## Musikalisches Werk
Nach dem Völkermord im Jahre 1994 hat Mihigo in 20 Jahren mehr als 400 Lieder komponiert. Zu den bekanntesten zählen:
- Twanze gutoberwa amateka[6][42]
- Iteme („Über Vergebung“)[43]
- Inuma („Über Frieden“)[43]
- Arc en ciel („Regenbogen“)[43]
- Urugamba rwo kwibohora[42]
- Mwungeri w’intama[7]
- Yohani yarabyanditse[44]
- Turi abana b’u Rwanda[7]
- Igisobanuro cy’urupfu („Die Bedeutung des Todes“)[18]
- Umujinya mwiza[45]

Christliche Fans kritisierten den Komponisten dafür, dass er sich thematisch in seiner Musik im Laufe der Zeit von der Religion hin zu politischen Themen bewegte. Seine religiösen Konzerte zogen in Kigali und Kibeho, dem Geburtsort des Künstlers, viele Menschen an. Solche Ereignisse wurden häufig in Anwesenheit verschiedener Minister durchgeführt.

## Aktivitäten für Frieden und Versöhnung
Nachdem er sich mit seiner Stiftung in Partnerschaft mit der Regierung von Ruanda, der Nicht-Regierungs-Organisation World Vision International und der Botschaft der Vereinigten Staaten in Kigali niedergelassen hatte, begann er eine Tournee durch die Schulen und Gefängnisse von Ruanda.
In den Schulen war es sein Ziel, die Erziehung der Jugendlichen hin zu den Werten des Friedens und der Versöhnung und die Einrichtung von „Friedensclubs“ zu fördern. In den Gefängnissen suchte der Sänger die Diskussion mit den Insassen über die von ihnen begangenen Taten, bevor er die sogenannten Dialog-Clubs Club de transformation de conflits (Club für die Transformation von Konflikten) ins Leben rief.

## Auszeichnungen
Im August 2011 erhielt Kizito Mihigo den CYRWA-Preis (Celebrating Young Rwandan Achievers) der Imbuto Foundation, einer Organisation der Präsidentengattin von Ruanda, Jeannette Kagame.
Im April 2013 bewertete das „Rwanda Governance Board“ die Kizito Mihigo Peace Foundation (KMP) als eine der zehn besten lokalen nicht-staatlichen Organisationen, die gute Regierungsarbeit in Ruanda gefördert habe. Bei diesem Anlass erhielt die Foundation den „RGB award“ in Höhe von RWF 8.000.000 (etwa 10.000 Euro).